# General Electric F404
General Electric F404, F414 a RM12 je série dvouproudových motorů modulové konstrukce s přídavným spalováním. Má třístupňový nízkotlaký a sedmistupňový vysokotlaký axiální (osový) kompresor, každý stupeň pohání jednostupňová turbína. Motor Volvo RM12 pohání moderní švédský nadzvukový stíhací letoun JAS-39 Gripen, byl vytvořen švédskou společností Volvo Aero a vychází z licence motoru F404.
Motor F404 byl původně vyvinut pro letoun F/A-18 Hornet. Optimalizovaná aerodynamika kompresoru spolu s vysokou teplotou plynů před turbínou (což je dáno jednak využitím nových materiálů, jednak použitím chlazených lopatek turbíny) přispívají k dosažení vysoké ekonomie provozu i velice příznivé hodnoty poměru tah ÷ hmotnost. Tah motoru v režimu přídavného spalování je plynule regulovatelný od nuly po maximum.
Motor obsahuje nové bezpečnostní technologie včetně zvýšené odolnosti při střetu s ptáky. Integrovaný program tzv. „údržby podle stavu“ rovněž zaručuje velmi příznivé provozní náklady.

## Specifikace (RM12)
- Celková délka: 4,04 m
- Maximální průměr: 0,884 m
- Průměr vstupního otvoru: 0,709 m
- Hmotnost suchého motoru: 1 055 kg
- Maximální stupeň stlačení: 27,5:1
- Obtokový poměr: 0,31
- Maximální tah: 54,0 kN
- Maximální tah s přídavným spalováním: 80,5 kN

## Použití
F404:
- Boeing F/A-18 Hornet
- Boeing T-X
- Boeing X-45C UCAV
- Dassault Rafale (během vývoje)
- HAL Tejas (během vývoje)
- Israel Aerospace Industries Kfir-C2 Nammer
- Grumman X-29
- Lockheed F-117 Nighthawk
- Korea Aerospace Industries T-50 Golden Eagle
- McDonnell Douglas TA-4SU Super Skyhawk (varianta pro Singapur)
- Northrop F-20 Tigershark
- Rockwell/Messerschmitt-Bölkow-Blohm X-31

F414:
- Boeing F/A-18E/F Super Hornet

F414M:
- EADS Mako/HEAT

Volvo RM12:
- Saab JAS-39 Gripen